# Ornitoptéra

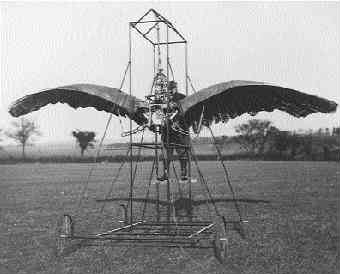
Ornitoptéra Edwarda Frosta z Cambridgeshire z roku 1902

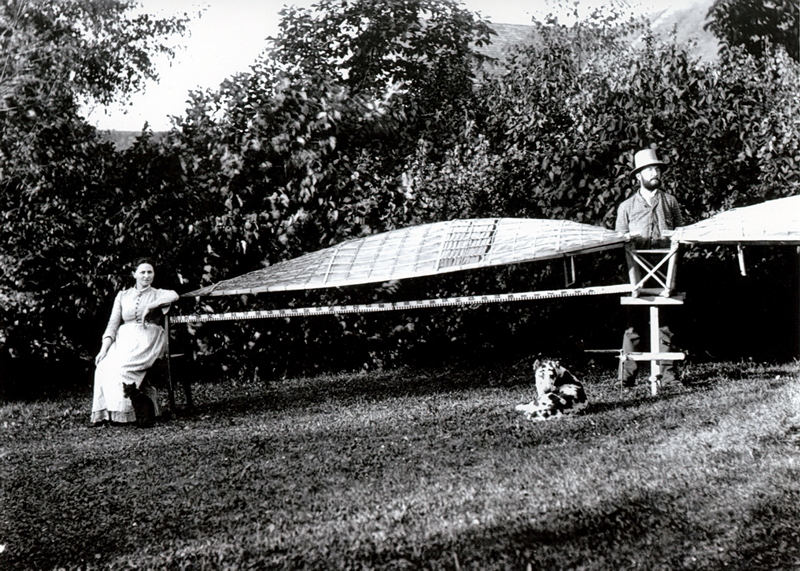
Ortitoptéra barona Artura Krause z Pardubic, devadesátá léta 19. století.

Ornitoptéra Pteryx Skybird v letu

Ornitoptéra (z řeckého ὄρνις ornis – pták a πτερόν pteron – křídlo) je létající stroj, který se pohybuje máváním křídel podobně jako ptáci, netopýři nebo hmyz. Na rozdíl od letadel s pevnými nosnými plochami nebo vrtulí je vztlak a tah ornitoptéry vytvářen pohybem křídel.

## Historie
S myšlenkou napodobit ptačí let si lidé pohrávali již od starověku. První zmínky sahají do doby kolem roku 875, kdy arabský učenec Abbás Ibn Firnás údajně provedl klouzavý let s křídly. V Evropě se podobné pokusy připisují například anglickému mnichovi Eilmerovi z Malmesbury (11. století).
Později, v renesanci, načrtl Leonardo da Vinci koncepty létajících strojů s mávajícími křídly, nicméně žádný jeho návrh nebyl prakticky realizován.
První modely ornitoptér poháněné gumovým svazkem sestrojil Alphonse Pénaud ve Francii v roce 1874. V roce 1910 vzlétl první motorový pokus, který provedl Victor Tatin. V Čechách se o konstrukci ornitoptéry pokoušel v roce 1910 i pardubický letec a konstruktér Ing. Artur Kraus. Pokusy ale nebyly úspěšné.

## Dělení ornitoptér
Podle pohybu mávavých ploch lze ornitoptéry dělit na:
- orthoptéra – jedná se o stroj, jehož pohyblivé plochy se pohybují kolmo na podélnou osu stroje
- ornitoptéra – pohyb mávavých ploch je inspirován pohybem křídel ptáků
- entomoptéra – pohyb mávavých ploch je inspirován pohybem křídel hmyzu

## Konstrukce a provoz
Ornitoptéry mohou být poháněny:
- Lidskou silou – tzv. člověkem poháněné stroje (např. Snowbird, Kanada, 2010),
- Motory – spalovacími či elektrickými (např. pokusné stroje z 30. let 20. stol.),
- Bezpilotně (drony) – malá robotická zařízení inspirovaná hmyzem a ptáky (např. Festo SmartBird[3], DelFly Micro[4]).

Maximální dosažená rychlost ornitoptéry v projektu Ornithopter firmy Havilland of Canada z devadesátých let 20. století, dosažena pouze máváním křídel na letišti v Downsview v Kanadě, je 80 km/h. Frekvence mávání křídel byla 1,2 Hz.
Jedním z nejzajímavějších modelů byla obří replika velkého ptakoještěra rodu Quetzalcoatlus, kterou v roce 1986 vyzkoušel tým pod vedením Paula MacCreadyho. Replika však měla oproti skutečnému ptakoještěrovi poloviční rozpětí (5,5 metru) a mnohem nižší hmotnost (18 kilogramů). Vypuštění a otestování bylo natočeno a stalo se součástí dokumentárního filmu On the Wing, promítaného následně v IMAXech.
V současnosti je také vyvíjen koncept Birdlike Wings for Humans, což je otevřený návrh nositelného ornitoptérického systému, jehož cílem je umožnit pohyb křídel pomocí biomechanické síly samotného člověka. Tento projekt inicioval v roce 2025 český vývojář Josef David a je k dispozici jako open-source pod licencí Creative Commons Attribution 4.0 International v repozitáři GitHub. Návrh je určen pro experimentální a vzdělávací účely a slouží ke zkoumání možností osobního lidského letu bez motoru.

## Významné projekty
- Riout 102T Alérion – francouzský experimentální stroj (1937). (zatím pouze anglická wikipedie)
- Čeranovskij BIČ-18 – sovětský bezmotorový kluzák s mávajícími křídly.
- Snowbird (Kanada, 2010) – první ornitoptéra poháněná výhradně lidskou silou s doloženým řízeným letem.
- DelFly Micro (Nizozemsko) – miniatura ornitoptéry vhodná pro výzkum.
- Festo SmartBird (Německo) – robotická ornitoptéra inspirovaná rackem.
- Birdlike Wings for Humans (Česká republika, 2025) – open-source projekt nositelného ornitoptérického systému.

## Aplikace
Moderní bezpilotní ornitoptéry (drony) nacházejí využití například v:
- průzkumu těžko přístupných prostor,
- vojenském a zpravodajském průzkumu,
- biologickém a ekologickém výzkumu,
- výuce biomechaniky a aerodynamiky.

Nositelné ornitoptéry, jako je například koncept Birdlike Wings for Humans, mohou najít uplatnění při záchranných pracích během katastrof i sportovních aktivitách.

## Česká stopa
V českém prostředí probíhal již v roce 1910 pokus s ornitoptérou konstruktéra Artura Krause. V současnosti navazuje na tuto tradici otevřený projekt Birdlike Wings for Humans, jehož cílem je vývoj lehkého, nositelného zařízení umožňujícího pohyb křídel řízený svalovou aktivitou uživatele.

## Aerodynamika

###### Výhody ornitoptér oproti klasickým letounům:
- schopnost vertikálního vzletu a přistání,
- lepší manévrovatelnost při nízkých rychlostech,
- možnost tichého letu (u malých dronů).

###### Nevýhody:
- konstrukční složitost,
- nižší energetická účinnost u větších velikostí,
- problémy se stabilitou.